# Kelčany

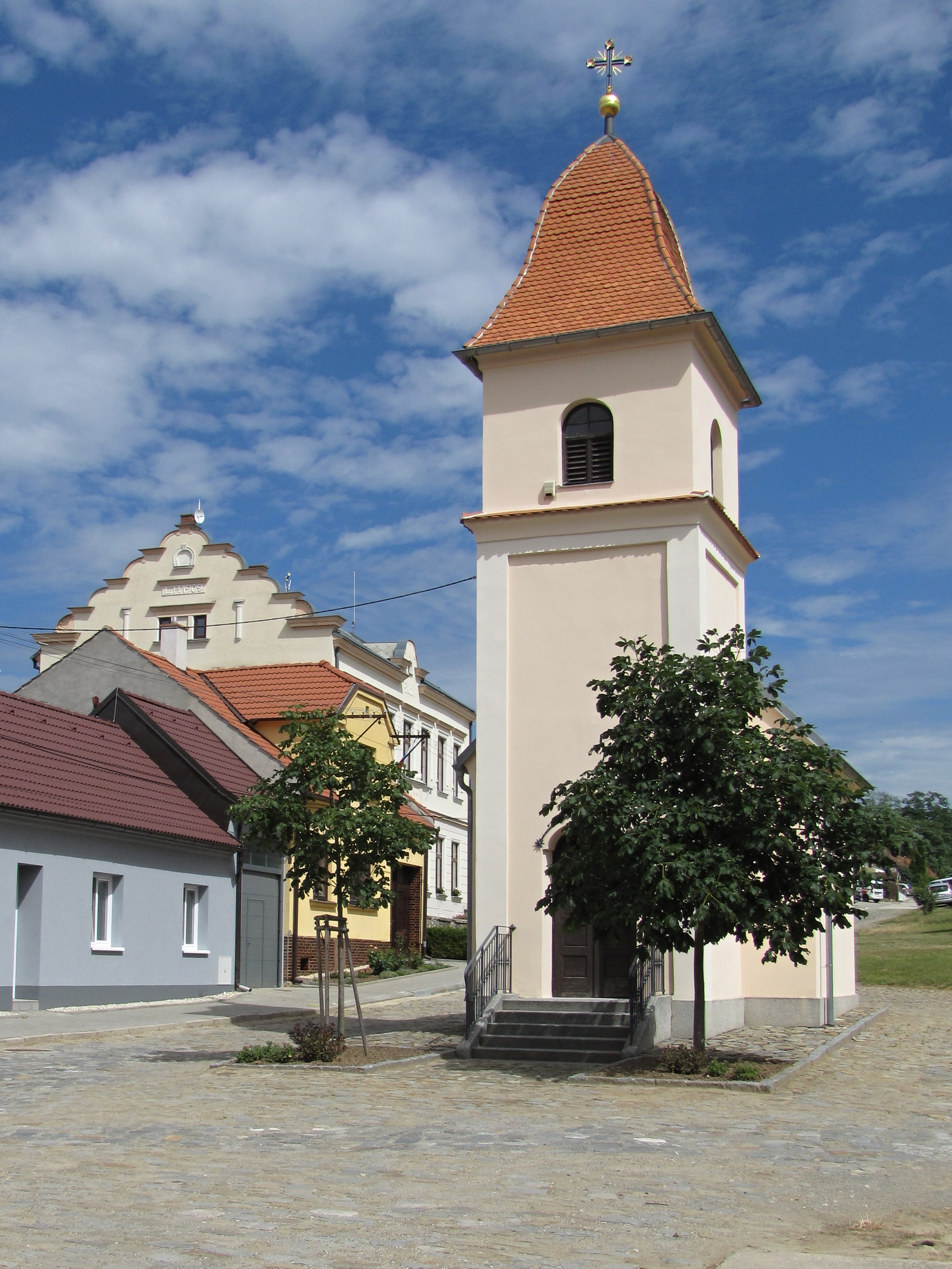
Kapelle Mariä Heimsuchung

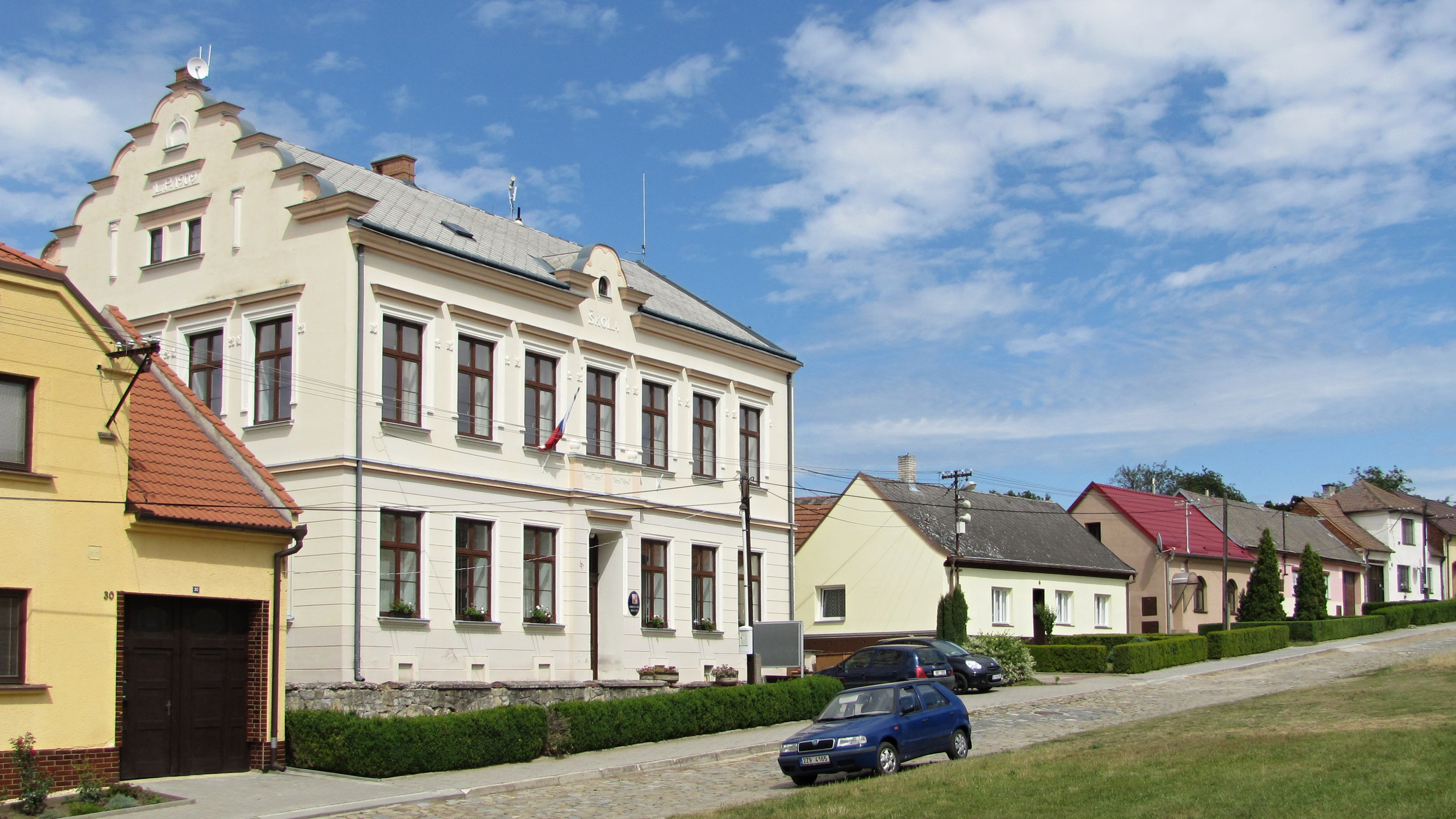
Gemeindeamt

Kelčany (deutsch Keltschan, früher Kelczan, auch Gelschan) ist eine Gemeinde in Tschechien. Sie liegt vier Kilometer östlich von Kyjov und gehört zum Okres Hodonín.

## Geographie
Kelčany befindet sich linksseitig des Flüsschens Hruškovice im Hügelland Kyjovská pahorkatina. Nördlich erhebt sich der Kuče (278 m), im Westen der U Svatého Rocha (Rochusberg, 256 m) und der Chrást. Am westlichen Ortsrand verläuft die stillgelegte Bahnstrecke Vlkoš-Kelčany.
Nachbarorte sind Moravany und Hýsly im Norden, Žádovice im Nordosten, Těmice im Osten, Bzenec und Vracov im Südosten, Vlkoš im Süden, Svatobořice im Südwesten, Kyjov im Westen sowie Nětčice und Kostelec im Nordwesten.

## Geschichte
Kelčany wurde im 12. Jahrhundert unterhalb einer auf dem Hügel Babylon befindlichen Feste angelegt. Die erste schriftliche Erwähnung erfolgte 1365, als der Kremsierer Kapiteldechant Johann von Boskowitz die Feste und das Dorf Kelčany zusammen mit vier Äckern in Stralek und der Hälfte von Osvětimany an seinen Bruder Tas verkaufte. 1391 veräußerte Tas von Boskowitz die Feste Kelčany mit den Dörfern Kelčany und Sobůlky an Friedrich von Crhov. Von dessen Witwe Katharina erwarb 1398 Erhard von Kunstadt das Gut. Ihm folgten ab 1407 Soběn von Cetechovice und danach Laček von Zborovice, der Kelčany 1417 dem Mikeš von Malotín verkaufte. Von diesem erwarb 1418 Niklas von Lhota den Besitz. Dessen Erben überließen Kelčany 1447 an Ješek von Jikev. Von Václav von Jikev erwarb 1503 Vlásek von Petropyna das Gut. 1508 folgte Václav von Doloplazy, danach um 1525 dessen Söhne Bartoloměj und Jiří Stolbašský von Doloplazy. Letzterer verkaufte Kelčany 1557 an Zikmund von Zástřizl. Die Feste und der Hof wurden 1527 als wüst bezeichnet. Im Jahre 1607 bestand Staré Kelčany aus sieben Anwesen. Nach der Schlacht am Weißen Berg wurde das Gut 1620 konfisziert und an Prosper Paravicini verkauft. Dieser veräußerte Kelčany 1635 für 3000 Rheinische Gulden an Franz von Magnis auf Strážnice. Ihm folgte Sigmund Görtz von Asten, nach dessen Tode wurde das Gut 1650 durch Kaiser Ferdinand III. eingezogen, weil Görtzens Sohn und Erbe nach der Verneuerten Landesordnung nicht für den Besitz landtäflicher Güter geeignet war. 1664 trat Kaiser Leopold I. Kelčany an Elisabeth Juliana von Hillin gegen einen Anspruch ihres verstorbenen Mannes ab. Da diese als nunmehrige Ausländerin den Besitz nicht übernehmen konnte, verkaufte der mährische Kammerprokurator am 18. Jänner 1666 den wüsten Hof Kelčany mit 123 ha Land, dem öden Dorf und der Mühle für 2600 Rheinische Gulden an die Königsstadt Gaya. Im Jahre 1670 ließ die Stadt 300 m südwestlich des wüsten Dorfes Staré Kelčany durch Siedler aus Vřesovice das neue Dorf Neu Kelczan/Nové Kelčany anlegen. Im Jahre 1793 lebten in Kelčany 191 Personen. 1834 bestand das Dorf aus 41 Häusern, dem städtischen Meierhof, einer Brennerei, einer Mühle und hatte 223 Einwohner. Bis zur Mitte des 19. Jahrhunderts blieb Kelčany immer nach Gaya untertänig. Gepfarrt war das Dorf nach Kostelec, Schulort war Vlkoš.
Nach der Aufhebung der Patrimonialherrschaften bildete Kelčany/Keltschan ab 1850 eine Gemeinde in der Bezirkshauptmannschaft Gaya. Im Jahre 1859 entstand zwischen Kelčany und Žádovice die Lignitgrube Svatá Barbora und daneben eine Glasfabrik. Anstelle der 1861 abgebrannten Glasfabrik ließ Albert Edler von Klein 1862 eine große Aktienzuckerfabrik mit mehreren Teichen anlegen. 1871 pachtete die Aktienzuckerfabrik die Höfe Kelčany, Kostelec, Milotice, Mistřín und Svatobořice. 1881 pachtete die Keltschaner Zuckerfabrik AG noch sämtliche Höfe der Herrschaften Bzenec, Buchlov und Koryčany hinzu. Die Grube Svatá Barbora gehörte ebenfalls der Zuckerfabrik AG. Als Anschlussbahn für die Zuckerfabrik entstand in den Jahren 1883–1884 die drei Kilometer lange Bahnstrecke Vlkoš-Kelčany. 1909 wurde eine Schule eingeweiht. Im Jahre 1910 hatte das Dorf 455 Einwohner. 1945 wurde mit der Grube Prokop ein zweites Lignitbergwerk aufgenommen. Nach der Aufhebung des Okres Kyjov wurde Kelčany 1960 dem Okres Hodonín zugeordnet. 1967 stellte die Zuckerfabrik Kelčany die Produktion ein. Seit der Einstellung des Unterrichts dient die alte Schule als Sitz der Gemeindeverwaltung und der Gemeindebücherei. In der Umgebung Dorfes befinden sich ausgedehnte Weinberge.

## Gemeindegliederung
Für die Gemeinde Kelčany sind keine Ortsteile ausgewiesen.

## Sehenswürdigkeiten
- Kapelle Mariä Heimsuchung, erbaut 1817 auf dem Dorfanger. An der Wand der Kapelle befindet sich ein 5,50 Meter hohes Eichenholzkreuz mit farbigen Schnitzereien sowie einem blechernen Leib Christi und einem Hahn. Das 1810 gefertigte Kreuz befand sich ursprünglich am Chrást.
- Holzkreuz am Chrást, die Nachbildung des Kreuzes an der Kapelle wurde 2005 am alten Standort zwischen drei Linden aufgestellt.
- Siedehaus der ehemaligen Zuckerfabrik, technisches Denkmal
- historische Weinkellerzeile Búdy, im nördlichen Teil des Dorfes

## Söhne und Töchter der Gemeinde
- Jan Slabák (* 1941), Kapellmeister der Moravanka